# 가미촌 (오사카부)
가미촌(일본어: 加美村)은 일본 오사카부 시부카와군·나카카와치군에 설치되었던 촌이다. 현재의 오사카시 히라노구 북동부에 해당한다.

## 역사
- 1889년 4월 1일 - 정촌제 시행으로, 시부카와군 가미촌이 발족.
- 1896년 4월 1일 - 군 통폐합에 따라 나카카와치군 소속으로 변경
- 1955년 4월 3일 - 오사카시 제3차 시역 확장에 따라 편입되어 히가시스미요시구의 일부가 됨.
- 1974년 7월 22일 - 히가시스미요시구에서  히라노구가 분구되며 히라노구의 일부가 됨.